# Never complain, never explain
Never complain, never explain ist eine Maxime und PR-Strategie, die besonders mit der britischen Königsfamilie in Verbindung gebracht wird. Der Ausdruck "Never complain, never explain" bedeutet, dass man weder klagen noch sich rechtfertigen soll. Stattdessen soll man sich stillschweigend mit den Herausforderungen und Problemen auseinandersetzen, indem man negative Situationen ohne öffentliche Diskussion oder Rechtfertigung überwindet. 
Der Ausdruck wird dem britischen Premierminister Benjamin Disraeli zugeschrieben. Ursprünge lassen sich bis ins 19. Jahrhundert zurückverfolgen. Mit einer zunehmend aggressiven Medienlandschaft wurde die Strategie in den 1990er Jahren von Prinz Charles und Diana, Prinzessin von Wales, aufgegeben.